# Lijst van voetbalinterlands Gabon - Mali
Deze lijst van voetbalinterlands is een overzicht van alle officiële voetbalwedstrijden tussen de nationale teams van Gabon en Mali. De landen speelden tot op heden twaalf keer tegen elkaar. De eerste ontmoeting was een vriendschappelijke wedstrijd op 23 november 1988 in Libreville. Het laatste duel, een kwalificatiewedstrijd voor de Afrika Cup 2019, werd gespeeld in Libreville op 17 november 2018.

## Wedstrijden
| №  | Plaats          | Datum             | Competitie                   | Wedstrijd    | Uitslag |
| -- | --------------- | ----------------- | ---------------------------- | ------------ | ------- |
| 1  | Libreville      | 23 november 1988  | Vriendschappelijk            | Gabon − Mali | 4 − 0   |
| 2  | Libreville      | 4 juli 1993       | Vriendschappelijk            | Gabon − Mali | 0 − 2   |
| 3  | Bamako          | 27 december 1995  | Vriendschappelijk            | Mali − Gabon | 1 − 2   |
| 4  | Libreville      | 29 september 1996 | Vriendschappelijk            | Gabon − Mali | 1 − 1   |
| 5  | Libreville      | 18 maart 2001     | Vriendschappelijk            | Gabon − Mali | 2 − 0   |
| 6  | Mantes-la-Ville | 19 augustus 2008  | Vriendschappelijk            | Gabon − Mali | 1 − 0   |
| 7  | Libreville      | 5 februari 2012   | Afrika Cup 2012              | Gabon − Mali | 1 − 1   |
| 8  | Libreville      | 25 maart 2015     | Vriendschappelijk            | Gabon – Mali | 4 – 3   |
| 9  | Bamako          | 12 november 2016  | WK 2018 kwalificatie         | Mali − Gabon | 0 − 0   |
| 10 | Bamako          | 10 juni 2017      | Afrika Cup 2019 kwalificatie | Mali − Gabon | 2 − 1   |
| 11 | Franceville     | 11 november 2017  | WK 2018 kwalificatie         | Gabon − Mali | 0 − 0   |
| 12 | Libreville      | 17 november 2018  | Afrika Cup 2019 kwalificatie | Gabon − Mali | 0 − 1   |

## Samenvatting
| Competitie              | Totaal gespeeld | Winst Gabon | Gelijk | Winst Mali | Doelsaldo Gabon – Mali |
| ----------------------- | --------------- | ----------- | ------ | ---------- | ---------------------- |
| WK-kwalificatie         | 2               | 0           | 2      | 0          | 0 − 0                  |
| Afrika Cup              | 1               | 0           | 1      | 0          | 1 − 1                  |
| Afrika Cup-kwalificatie | 2               | 0           | 0      | 2          | 1 − 3                  |
| Vriendschappelijk       | 7               | 5           | 1      | 1          | 14 − 7                 |
| Totaal                  | 12              | 5           | 4      | 3          | 16 − 11                |

## Details

### Zesde ontmoeting
| Vriendschappelijk (Mantes-la-Ville, Frankrijk, 19 augustus 2008): |       |      |
| Gabon                                                             | 1 – 0 | Mali |
| Roguy Meye 30'                                                    | goals |      |

FGF · A-internationals · Selecties · Bondscoaches · Olympisch elftal · Gabonees vrouwenelftal
1960 – 1969 ·
1970 – 1979 ·
1980 – 1989 ·
1990 – 1999 ·
2000 – 2009 ·
2010 – 2019 ·
2020 − 2029
1960 · 
1961 · 
1962 · 
1963 · 
1964 ·
1965 · 
1966 · 
1967 · 
1968 ·
1969 · 
1970 · 
1971 · 
1972 · 
1973 ·
1974 ·
1975 ·
1976 · 
1977 · 
1978 · 
1979 · 
1980 · 
1981 · 
1982 · 
1983 · 
1984 · 
1985 · 
1986 · 
1987 · 
1988 · 
1989 · 
1990 · 
1991 · 
1992 · 
1993 · 
1994 · 
1995 · 
1996 · 
1997 · 
1998 · 
1999 · 
2000 · 
2001 · 
2002 · 
2003 · 
2004 · 
2005 · 
2006 · 
2007 · 
2008 · 
2009 · 
2010 · 
2011 · 
2012 · 
2013 · 
2014 ·
2015 ·
2016 ·
2017 ·
2018 ·
2019 ·
2020 ·
2021 ·
2022 ·
2023
Algerije ·
Andorra ·
Angola ·
België ·
Benin ·
Botswana ·
Brazilië ·
Burkina Faso ·
Burundi ·
Centraal-Afrikaanse Republiek ·
Comoren ·
Congo-Brazzaville ·
Congo-Kinshasa ·
Egypte ·
Equatoriaal-Guinea ·
Gambia ·
Ghana ·
Guinee ·
Guinee-Bissau ·
Ivoorkust ·
Kaapverdië ·
Kameroen ·
Kenia ·
Lesotho ·
Libanon ·
Liberia ·
Libië ·
Madagaskar ·
Malawi ·
Mali ·
Malta ·
Marokko ·
Mauritanië ·
Mauritius ·
Mozambique ·
Namibië ·
Niger ·
Nigeria ·
Oeganda ·
Oman ·
Portugal ·
Rwanda ·
Sao Tomé en Principe ·
Saoedi-Arabië ·
Senegal ·
Seychellen ·
Sierra Leone ·
Soedan ·
Swaziland ·
Tanzania ·
Thailand ·
Togo ·
Tsjaad ·
Tunesië ·
Verenigde Arabische Emiraten ·
Wit-Rusland ·
Zambia ·
Zimbabwe ·
Zuid-Afrika ·
Zuid-Soedan
FMF · A-internationals · Bondscoaches · Malinees vrouwenelftal · Olympisch elftal
1960 – 1969 · 
1970 – 1979 · 
1980 – 1989 · 
1990 – 1999 · 
2000 – 2009 · 
2010 – 2019 · 
2020 – 2029
OS 2004
1962 · 
1963 · 
1964 · 
1965 · 
1966 · 
1967 · 
1968 · 
1969 · 
1970 · 
1971 · 
1972 · 
1973 · 
1974 · 
1975 · 
1976 · 
1977 · 
1978 · 
1979 · 
1980 · 
1981 · 
1982 · 
1983 · 
1984 · 
1985 · 
1986 · 
1987 · 
1988 · 
1989 · 
1990 · 
1991 · 
1992 · 
1993 · 
1994 · 
1995 · 
1996 · 
1997 · 
1998 · 
1999 · 
2000 · 
2001 · 
2002 · 
2003 · 
2004 · 
2005 · 
2006 · 
2007 · 
2008 · 
2009 · 
2010 · 
2011 · 
2012 · 
2013 · 
2014 ·
2015 ·
2016 ·
2017 ·
2018 ·
2019 ·
2020 ·
2021 ·
2022 ·
2023 ·
2024
Algerije · 
Angola · 
Benin · 
Botswana · 
Burkina Faso ·
Burundi · 
Centraal-Afrikaanse Republiek ·
China · 
Comoren ·
Congo-Brazzaville · 
Congo-Kinshasa · 
DDR · 
Egypte · 
Equatoriaal-Guinea · 
Eritrea · 
Ethiopië ·
Gabon · 
Gambia · 
Ghana · 
Guinee · 
Guinee-Bissau · 
Iran · 
Ivoorkust · 
Japan ·
Kaapverdië · 
Kameroen · 
Kenia · 
Koeweit · 
Kroatië ·
Liberia · 
Libië · 
Litouwen · 
Madagaskar · 
Malawi · 
Marokko ·
Mauritanië ·
Mozambique ·
Namibië ·
Niger ·
Nigeria ·
Noord-Korea ·
Oeganda ·
Oman ·
Qatar ·
Rwanda ·
Saoedi-Arabië ·
Senegal ·
Seychellen ·
Sierra Leone ·
Soedan ·
Swaziland ·
Togo ·
Tsjaad ·
Tunesië ·
Zambia ·
Zimbabwe ·
Zuid-Afrika ·
Zuid-Korea ·
Zuid-Soedan